# Cantonul Saint-Étienne-Sud-Est-1
Cantonul Saint-Étienne-Sud-Est-1 este un canton din arondismentul Saint-Étienne, departamentul Loire, regiunea Rhône-Alpes, Franța.